# PBZ Zagreb Indoors 2015
PBZ Zagreb Indoors 2015 — тенісний турнір, що проходив на кортах з твердим покриттям у місті Загреб, Хорватія з 2 лютого. Належав до категорії ATP World Tour 250.

## Фінальна частина

### Одиночний розряд
Гільєрмо Гарсія-Лопес —  Андреас Сеппі 7–6(7–4), 6–3

### Парний розряд
Марін Драганя /  Генрі Контінен —  Фабріс Мартен /  Пурав Раджа 6–4, 6–4